# أميرة خريس
أميرة خريس (ولدت في 25 يناير 1999) هي راكبة زورق جزائرية.

## المسيرة الرياضية
شاركت في بطولة العالم لسباقات الكانوي كاياك لعام 2018 ‏ ، في كي-1 500 متر للسيدات ‏، وطولة العالم لسباقات الكانوي كاياك لعام 2018 ‏، في كي-1 200 متر ‏ سيدات ، كي-2 200 متر سيدات ‏ كي-2 500 متر ‏.

### الألعاب الأولمبية الصيفية 2020
مثلت الجزائر للألعاب الأولمبية الصيفية لعام 2020 بطوكيو، من خلال الحصول على مقعد احتياطي حررته في جنوب إفريقيا في الألعاب الإفريقية 2019 في الرباط بالمغرب، وهو ما يمثل أول ظهور أولمبي للبلاد في هذا المجال الرياضي. وكانت نتائجها كالآتي
| الرياضي    | المنافسة                        | التصفيات | التصفيات | الربع النهائي | الربع النهائي | النصف النهائي | النصف النهائي | النهائي  | النهائي  |
| الرياضي    | المنافسة                        | وقت      | مرتبة    | وقت           | مرتبة         | وقت           | مرتبة         | وقت      | مرتبة    |
| ---------- | ------------------------------- | -------- | -------- | ------------- | ------------- | ------------- | ------------- | -------- | -------- |
| أميرة خريس | سيدات كي-1 200 متر [الإنجليزية] | 48.306   | 7        | 49.412        | 8             | لم تتأهل      | لم تتأهل      | لم تتأهل | لم تتأهل |
| أميرة خريس | سيدات كي-1 500 متر [الإنجليزية] | 2:13.626 | 7        | 2:07.548      | 6             | لم تتأهل      | لم تتأهل      | لم تتأهل | لم تتأهل |

## وصلات خارجية
- أميرة خريس على موقع الاتحاد الدولي للكانو (الإنجليزية)
- أميرة خريس على موقع اللجنة الأولمبية الدولية (الإنجليزية)
- أميرة خريس على موقع أوليمبيديا (الإنجليزية)